# Lysiana
Lysiana  es un género de arbustos parásitos perteneciente a la familia Loranthaceae. Es endémico de Australia. Tiene 12 especies descritas.

## Taxonomía
El género fue descrito por Philippe Édouard Léon Van Tieghem y publicado en Bulletin de la Société Botanique de France 41: 601. 1894. La especie tipo es: Lysiana casuarinae  (Miq.) Tiegh. 

## Especies seleccionadas
- Lysiana casuarinae  (Miq.) Tiegh.
- Lysiana exocarpi (Behr) Tiegh.
- Lysiana filifolia Barlow
- Lysiana linearifolia Tiegh.
- Lysiana maritima (Barlow) Barlow
- Lysiana murrayi (F.Muell. & Tate) Tiegh.
- Lysiana spathulata (Blakely) Barlow
- Lysiana subfalcata (Hook.) Barlow